# غلة سور (مقاطعة ديواندرة)
غلة سور (بالفارسية: گله سور) هي قرية تقع في قسم سارال الريفي (مقاطعة ديواندرة) في إيران. يقدر عدد سكانها بـ 75 نسمة بحسب إحصاء 2016.